# Чадско-ливийский конфликт
Ча́дско-ливи́йский конфли́кт — боевые действия происходившие на территории государства Чад, в период с 1978 по 1987 год, между различными военными группировками Чада, которые поддерживались Джамахирией и Францией, при случайном участии других стран и военизированных формирований.
Ливия вмешивалась во внутренние дела Чада и до 1978 года, но она приняла особенно активное участие во время Первой гражданской войны, в ходе которой Ливия провела четыре интервенции в Чад, в 1978, 1979, 1980—1981 и 1983—1987 годах. Во всех случаях Муаммар Каддафи поддерживал одну из сторон в гражданской войне, в то время как противоположную сторону поддерживала Франция. В 1981 году даже было объявлено об объединении Ливии и Чада, которое так и не состоялось. В июне 1982 года к власти в Чаде пришли антиливийское движение Вооружённые силы Севера во главе с Хиссеном Хабре.
С 1978 году Джамахирия начала поставлять различные вооружения, а также обеспечивать артиллерийскую и воздушную поддержку своим союзникам в Чаде, но в наземных операциях участвовали в основном вооружённые группировки Чада. Такая тактика продолжалась практически на всём протяжении конфликта, и изменилась лишь в 1986 году, когда все чадские группировки на севере страны объединились против Джамахирии. В этой ситуации Джамахирия оказалась противопоставленной мобильным боевым отрядам, вооружённых благодаря США, Франции и Заиру противотанковыми и противовоздушными ракетами, что свело на нет боевые преимущества джамахирийской армии. В последней фазе войны, известной как война «тойот», вооружённые силы Джамахирии потерпели поражение и были вытеснены из Чада, что положило конец конфликту.
Первоначальная мотивация Каддафи его вмешательства во внутренние дела Чада состояла в намерении аннексировать полосу Аузу, узкую полосу территории между Чадом и Ливией, на которую Ливия предъявляла территориальные претензии на основании нератифицированного договора колониального периода. По договору 1935 года между Францией и Италией полоса отошла Италии (договор был денонсирован в 1938 году Италией), затем в 1955 году был заключён договор между Ливией и Францией, передававший полосу Франции. После распада французской колониальной империи полоса Аузу перешла к Чаду. Кроме того, концепция джамахирии предполагала объединение всех арабских государств и создание союзного государства южнее Ливии, с перспективой распространения влияния Ливии на всю Центральную Африку, и ослабление влияния Франции хорошо вписывались в эту картину. После окончания войны вопрос о государственной принадлежности полосы Аузу по согласию сторон был передан в Международный суд ООН. В соответствии с решением суда, вынесенным в 1994 году, полоса Аузу является частью Чада.

## Предыстория

### Оккупация полосы Аузу
Можно сказать, что отношения Ливии с Чадом начались в 1968 году, во время гражданской войны в этой стране, когда организация известная как «Фронт национального освобождения Чада» (ФНОЧ) начала партизанскую войну в северной префектуре Борку-Эннеди-Тибести против президента-христианина Франсуа Томбалбая. Король Ливии Идрис, ввиду территориальных претензий Ливии и религиозной солидарности с мятежниками, решил поддержать ФНОЧ. Однако боясь реакции бывшего колонизатора и тогдашнего протектора Чада, Франции, Идрис ограничился предоставлением мятежникам убежища на ливийской территории и передачи только нелетального оружия.
Всё это изменилось 1 сентября 1969 года после государственного переворота в Ливии, в результате которого был свергнут Идрис и к власти пришел Муаммар Каддафи. Каддафи продолжал выставлять претензии на полосу Аузу на севере Чада, ссылаясь на нератифицированный договор, подписанный в 1935 году Италией и Францией (в то время колониальными державами Ливии и Чада соответственно). Подобные заявления делались и ранее, когда в 1954 году Идрис пытался оккупировать Аузу, но его войска были изгнаны французскими колониальными войсками.
Поначалу Каддафи относился к ФНОЧ настороженно, но к 1970 году пришёл к выводу, что организация полезна для его амбиций. При поддержке стран Восточного блока, в особенности ГДР, он обучал и вооружал мятежников, а также обеспечивал их оружием и финансированием. 27 августа 1971 года только недавно амнистированные жители Чада обвинили Египет и Ливию в поддержке государственного переворота против тогдашнего президента Франсуа Томбалбая.
В день неудавшегося государственного переворота Томбалбай разорвал все дипломатические отношения с Ливией и Египтом, пригласил все ливийские оппозиционные группировки обосноваться в Чаде и начал предъявлять претензии на Феццан на основании «исторических прав». Ответом Каддафи стало официальное признание 17 сентября ФНОЧ в качестве единственного законного правительства Чада. В октябре министр иностранных дел Чада Баба Хасан осудил «экспансионистские идеи» Ливии в Организации Объединенных Наций.
Благодаря давлению Франции на Ливию и посредничеству президента Нигерии Амани Диори 17 апреля 1972 года две страны возобновили дипломатические отношения. Вскоре после этого Томбалбай разорвал дипломатические отношения с Израилем и, как утверждается, 28 ноября тайно согласился уступить полосу Аузу Ливии. В обмен Каддафи пообещал президенту Чада 40 миллионов фунтов стерлингов, и в декабре 1972 года две страны подписали договор о дружбе. Каддафи прекратил официальную поддержку ФНОЧ и вынудил его лидера Аббу Сиддика перенести свою штаб-квартиру из Триполи в Алжир. Хорошие отношения были подтверждены в последующие годы, когда Каддафи посетил столицу Чада Нджамену в марте 1974 года; в том же месяце был создан совместный банк для предоставления Чаду инвестиционных средств.
Через шесть месяцев после подписания договора 1972 года ливийские войска вошли на территорию полосы Аузу и создали авиабазу к северу, защищённую ракетами класса земля-воздух. В Куфре была создана гражданская администрация, и джамахирийское гражданство было распространено на несколько тысяч жителей этого района. С этого момента на джамахирийских картах этот район был представлен как часть Джамахирии.
Точные условия, на которых Джамахирия получила полосу Аузу, остаются частично неясными и обсуждаются. О существовании секретного соглашения между Томбалбаем и Каддафи стало известно только в 1988 году, когда джамахирийский лидер продемонстрировал предполагаемую копию письма, в котором Томбалбай признаёт претензии Джамахирии. В противовес этому такие учёные, как Бернард Ланн, утверждали, что никакого официального соглашения никогда не было и что Томбалбай счёл целесообразным не упоминать об оккупации части своей страны. Джамахирия не смогла представить оригинал соглашения, когда в 1993 году в Международный суд ООН было передано дело о полосе Аузу.

### Расширение масштабов гражданской войны
Сближению не суждено было продлиться долго, так как 13 апреля 1975 года в результате государственного переворота Томбалбай был свергнут и заменён генералом Феликсом Маллумом. Поскольку переворот был частично мотивирован оппозицией политике умиротворения Ливии, предпринятой Томбалбаем, Каддафи счёл это угрозой своему влиянию и возобновил поддержку ФНОЧ. В апреле 1976 года при поддержке Каддафи была предпринята попытка убийства Маллума, и в том же году джамахирийские войска начали совершать набеги на центральную часть Чада в сопровождении сил ФНОЧ.
Джамахирийская активность начала вызывать беспокойство у самой сильной фракции, на которую раскололась ФНОЧ, а именно «Командного совета вооружённых сил Севера» (КСВСС). Мятежники раскололись по вопросу о поддержке Джамахирии в октябре 1976 года, когда меньшинство покинуло группировку и сформировало «Вооружённые силы Севера» (ВСС), возглавляемые антиливийским командиром Хиссеном Хабре. Большинством, согласившимся на союз с Каддафи, командовал Гукуни Уэддей. Последняя группировка вскоре переименовала себя в «Народные вооруженные силы» (НВС).
В те годы поддержка Каддафи была в основном моральной и ограничивалась поставками оружия. Всё это начало меняться в феврале 1977 года, когда ливийцы снабдили людей Уэддея сотнями автоматов АК-47, десятками РПГ, 81-мм и 82-мм минометами и безоткатными пушками. Вооружённые этим оружием, боевики НВС в июне атаковали опорные пункты Вооружённых сил Чада в городах Бардаи, Зуар в Тибести и Унианга-Кебир в Борку. Уэддей полностью овладел регионом Тибести после того, как Бардаи, осаждённый с 22 июня, сдался 4 июля 1977 года, а гарнизон Зуара бежал из города. Армия потеряла 300 человек, а большое количество военных припасов попало в руки мятежников. Унианга-Кебир подвергся нападению 20 июня, но был спасён находившимися там французскими военными.
Поскольку стало очевидно, что полоса Аузу используется Джамахирией в качестве базы для более активного вмешательства в дела Чада, Маллум решил поднять вопрос об оккупации полосы перед ООН и Организацией африканского единства. Маллум также решил, что ему нужны внутренние союзники; в сентябре он заключил официальный союз с Хабре, известный как Хартумское соглашение. Это соглашение держалось в секрете до 22 января 1978 года, когда была подписана Основополагающая хартия, после чего 29 августа 1978 года было сформировано правительство Национального единства с Хабре в качестве премьер-министра. Соглашение Маллума и Хабре активно продвигалось Суданом и Саудовской Аравией, которые опасались попадания Чада под контроль Каддафи. Обе страны увидели в Хабре единственный шанс помешать планам Каддафи.

## Война

### Экспансия Джамахирии
Официальный союз Маллума и Хабре был воспринят Каддафи как серьёзная угроза его влиянию в Чаде, и он увеличил уровень участия Джамахирии. Впервые при активном участии джамахирийских армейских подразделений 29 января 1978 года ФНОЧ под командованием Гукуни начал наступление на последние аванпосты на севере Чада удерживаемые Ибрагимом Абачи в городах: Фая-Ларжо, Фада и Унианга-Кебир. Атаки прошли успешно, и Уэддей и джамахирийцы взяли под свой контроль префектуру Борку-Эннеди-Тибести.
Решающее столкновение между джамахирийцами и ФНОЧ с регулярными войсками Чада произошло в Файя-Лажо, столице Борку-Эннеди-Тибести. Город, обороняемый 5000 чадскими солдатами, пал 18 февраля 1978 года после ожесточённых боев с силами из 2500 мятежников, которых поддерживали до 4000 джамахирийских солдат. Джамахирийцы, по-видимому, не принимали непосредственного участия в боевых действиях; по схеме, которая должна была повториться в будущем, джамахирийцы предоставляли бронетехнику, артиллерию и поддержку с воздуха. Мятежники также были гораздо лучше вооружены, чем раньше, имея ракеты класса земля-воздух Стрела-2.
Силы Гукуни Уэддея захватили около 2500 пленных в 1977 и 1978 годах; в результате Вооружённые силы Чада потеряли по меньшей мере 20% своего личного состава. В частности, «Национальная гвардия кочевников» (НГК) была фактически уничтожена в результате падения Фады и Фая-Ларжо. Уэддей использовал эти победы, чтобы укрепить свои позиции во ФНОЧе: во время спонсируемого Джамахирией конгресса, состоявшегося в марте в Фая-Ларжо, основные группировки мятежников объединились и выдвинули Гукуни Уэддея генеральным секретарём.
Реакцией Маллума на наступление Гукуни и Каддафи стал разрыв дипломатических отношений с Джамахирией 6 февраля 1978 года и постановка перед Советом Безопасности ООН вопроса о причастности Джамахирии к данной акции. Он вновь поднял вопрос об оккупации Джамахирией полосы Аузу; однако 19 февраля, после падения Фая-Ларжо, Маллум был вынужден согласиться на прекращение огня и отозвать свой протест. Каддафи остановил наступление Уэддея из-за давления со стороны Франции, которая в то время была важным поставщиком оружия в Джамахирию.
Маллум и Каддафи восстановили дипломатические отношения 24 февраля 1978 года в городе Сабха, Ливия, где состоялась международная мирная конференция, на которой в качестве посредников присутствовали президент Нигера Сейни Кунче и вице-президент Судана Абу аль-Гасим Мохаммед Ибрагим. Под сильным давлением Франции, Судана и Заира Маллум был вынужден подписать 27 марта Бенгазийское соглашение, в котором признавался ФНОЧ как легальная политическая сила и было достигнуто соглашение о новом прекращении огня. Соглашение предусматривало создание совместного джамахирийско–нигерского военного комитета, которому было поручено осуществлять контроль за прекращением огня; с помощью этого комитета Чад узаконил вмешательство Джамахирии на своей территории. Соглашение также содержало важное для Джамахирии условие: прекращение всего французского военного присутствия в Чаде. Мертворождённое соглашение было для Каддафи не более чем стратегией укрепления его протеже Уэддея; оно также значительно ослабило престиж Маллума среди жителей Южного Чада, которые рассматривали его уступки как доказательство слабости.
15 апреля 1978 года, всего через несколько дней после подписания соглашения о прекращении огня, Уэддей покинул Фая-Ларжо, оставив там джамахирийский гарнизон численностью 800 солдат. Опираясь на джамахирийскую бронетехнику и авиацию, войска Гукуни захватили небольшой форпост и повернули к Нджамене.
Против Гукуни Уэддея стояли только что прибывшие французские войска. Уже в 1977 году, после первых наступательных операций Уэддея, Маллум попросил французских военных возвратиться в Чад, но президент Франции Валери Жискар д'Эстен поначалу не хотел брать на себя обязательства перед парламентскими выборами 1978 года; кроме того, Франция боялась повредить своим выгодным торговым и дипломатическим отношениям с Джамахирией. Однако быстрое ухудшение ситуации в Чаде вынудило президента 20 февраля 1978 года начать операцию «Тако», в ходе которой к апрелю в Чад было переброшено 2500 военнослужащих для защиты столицы от мятежников.
Решающее сражение произошло в городе Ати, городе в 430 километрах к северо-востоку от Нджамены. 19 мая 1978 года городской гарнизон из 1500 солдат подвергся нападению повстанцев ФНОЧ, оснащённых артиллерией и современным вооружением. Гарнизон был деблокирован с прибытием подкрепления, поддержанного бронетехникой, и, что более важно, французского иностранного легиона и 3-го полка морской пехоты. В ходе двухдневного сражения ФНОЧ потерпел серьёзное поражение понеся большие потери, и эта победа была подтверждена в июне ещё одним сражением при городе Джедаа. Бойцы ФНОЧ бежали на север, потеряв 2000 человек и бросив всё своё новое вооружение. Ключевым моментом в этих боях было полное превосходство в воздухе, на которое могли рассчитывать французы, поскольку ливийцы побоялись отправлять свою авиацию.

### Проблемы наступления мятежников
Всего через несколько месяцев после неудачного наступления на столицу крупные беспорядки в ФНОЧе разрушили все остатки единства и сильно ослабили власть Джамахирии в Чаде. В ночь на 27 августа Ахмат Атил, лидер Армии вулкана, атаковал Фая-Ларжо при поддержке джамахирийских войск, что было попыткой Каддафи отстранить Гукуни от руководства над ФНОЧ, заменив его Атилом. Попытка провалилась, поскольку Гукуни отреагировал на это высылкой всех джамахирийских военных советников, находившихся в Чаде, и начал искать компромисс с Францией.
Причины столкновения между Каддафи и Гукуни были как этническими, так и политическими. ФНОЧ был поделён между арабами, такими как Атил, и негриоидным народом тубу, такими как Гукуни и Хабре. Эти этнические разногласия также отражали различное отношение к Каддафи и его Зелёной книге. В частности, Гукуни и его люди проявили нежелание следовать призывам Каддафи сделать Зелёную книгу официальной идеологией ФНОЧ и сначала пытались тянуть время, откладывая решение вопроса до полного воссоединения движения. Когда объединение было завершено и Каддафи вновь настаивал на принятии Зелёной книги, разногласия в Революционном совете стали очевидными: многие заявили о своей верности первоначальной платформе движения, утверждённой в 1966 году, когда Ибрагим Абача был назначен первым генеральным секретарём, в то время как другие, включая Атила, полностью поддержали Каддафи.
В Нджамене одновременное присутствие двух армий — «ВСС» подчинённых премьер—министру Хабре и ВС Чада подчинённых президенту Маллума — подготовило почву для битвы за Нджамену, которая должна была привести к развалу государства и приходу к власти северной группировки. 12 февраля 1979 года незначительный инцидент перерос в ожесточенные бои между войсками Хабре и Маллума, а 19 февраля бои усилились, когда люди Гукуни вошли в столицу, чтобы сражаться бок о бок с Хабре.
К 16 марта 1979 года, когда состоялась первая международная мирная конференция, по оценкам, от 2000 до 5000 человек были убиты и 60 000–70 000 были вынуждены бежать. Сильно поредевшая чадская армия оставила столицу в руках мятежнков и реорганизовалась на юге под руководством Ваделя Абделькадера Камуге. Во время боёв французский гарнизон пассивно наблюдал за происходящим, даже оказывая помощь Хабре в определённых обстоятельствах, например, когда они потребовали от ВВС Чада прекратить бомбардировки его позиций.
В нигерийском городе Кано состоялась международная мирная конференция, в которой приняли участие граничащие с Чадом государства, а также Маллум, Хабре и Гукуни. 16 марта все присутствующие подписали соглашение Кано, и Маллум подал в отставку, а его место занял Государственный совет под председательством Гукуни. Это было результатом давления Нигерии и Франции на Гукуни и Хабре с целью разделения власти; французы, в частности, рассматривали это как часть своей стратегии по разрыву всех связей между Гукуни и Каддафи. Несколько недель спустя те же фракции сформировали Переходное правительство национального единства (ППНЕ), которое в значительной степени объединялось из-за общего желания остановить экспансию Джамахирии.
Несмотря на подписание соглашения Кано, Джамахирия была возмущена тем, что в состав ППНЕ не входил ни один из лидеров армии Вулканов и что они не признали притязания Джамахирии на полосу Аузу. С 13 апреля 1979 года на севере Чада происходили незначительные военные действия, и сепаратистскому движению на юге была оказана поддержка. Однако серьёзный ответ последовал только после 25 июня, когда истёк срок ультиматума Джамахирии Чаду о формировании нового, более представительного коалиционного правительства. 26 июня 2500 Джамахирийских военнослужащих вторглись в Чад, направляясь в Фая-Ларжо. Правительство Чада обратилось за помощью к Франции. Сначала ополченцы Гукуни загнали джамахирийские войска в тупик, а затем французские самолёты-разведчики и бомбардировщики заставили их отступить. В том же месяце группировки, исключённые ППНЕ, при поддержке джамахирийских военных создали на севере Чада антиправительственный Фронт совместных временных действий (ФСВД).
Боевые действия с Джамахирией, введение Нигерией экономического бойкота и международное давление привели к проведению в августе в Лагосе новой международной мирной конференции, в которой приняли участие все одиннадцать группировок, действовавших в Чаде. 21 августа было подписано новое соглашение, в соответствии с которым должно было быть сформировано новое правительство, открытое для участия всех фракций. Французские войска должны были покинуть Чад и быть заменены многонациональными африканскими миротворческими силами. Новый президент ППНЕ вступил в должность в ноябре, президентом стал Гукуни, вице-президентом Камуге, министром обороны Хабре, а министром иностранных дел Атил. Несмотря на присутствие Хабре, в новом составе ППНЕ было достаточно про-ливийских министров, чтобы удовлетворить Каддафи.

### Интервенция Джамахирии
С самого начала Хабре изолировал себя от других членов правительства, к которым он относился с презрением. Враждебное отношение Хабре к влиянию Джамахирии в Чаде сочеталось с его амбициями и безжалостностью: наблюдатели пришли к выводу, что этот военачальник никогда не удовлетворился бы ничем, кроме самого высокого поста. Считалось, что рано или поздно произойдёт вооруженное противостояние между Хабре и про-ливийскими группировками и, что более важно, между Хабре и Гукуни.
Столкновения в столице между сторонниками Хабре и про-ливийскими группировками становились всё более серьёзными. 22 марта 1980 года незначительный инцидент, как и в 1979 году, спровоцировал Вторую битву за Нджамену. За десять дней столкновения между армией Чада и ВСС Гукуни, у которого в городе было по 1000–1500 бойцов, привели к тысячам жертв и бегству примерно половины населения столицы. Немногочисленные оставшиеся французские войска, покинувшие страну 4 мая, провозгласили себя нейтральными, как и заирские миротворческие силы.
В то время как Судан и Египет обеспечивали армию севера экономическими и военными поставками, Гукуни вскоре после начала сражения получил вооруженную поддержку от Камуге и Атилы, а также джамахирийскую артиллерию. 6 июня 1980 года армия севера установила контроль над городом Фая. Это встревожило Гукуни, и он подписал 15 июня Договор о дружбе с Джамахирией. Этот договор предоставил Джамахирии свободу действий в Чаде, узаконив её присутствие в этой стране; первая статья договора обязывала две страны к взаимной обороне, и угроза в адрес одной из них представляла собой угрозу в отношении другой.
Начиная с октября, джамахирийские войска во главе с Халифой Хафтаром и Ахмедом Уном, переброшенные по воздуху на территорию полосы Аузу, действовали совместно с силами Гукуни, чтобы вновь занять Фаю. Затем город использовался в качестве пункта сбора танков, артиллерии и бронетехники, которые двигались на юг, к столице страны Нджамене.
6 декабря 1980 года началось наступление, возглавляемое советскими танками Т-54 и Т-55 и, как сообщается, координируемое советниками из СССР и Восточной Германии, в результате которого Нджамена была взята 16 декабря. Джамахирийские вооружённые силы, насчитывающие от 7000 до 9000 человек из регулярных подразделений и военизированного исламского легиона, 60 танков и другой бронетехники, были переброшены через 1100 километров пустыни от южной границы Джамахирии частично воздушным транспортом и танковыми транспортёрами, а частично своим ходом. Сама граница проходила в 1000–1100 километрах от основных баз Джамахирии на средиземноморском побережье. Джамахирийская интервенция продемонстрировала впечатляющие материально-технические возможности и обеспечила Каддафи его первую военную победу и значительные политические достижения.
Несмотря на то, что Хабре был вынужден бежать, а его силы были сосредоточены в приграничных районах с Дарфуром. 31 декабря 1980 года в Дакаре он объявил, что возобновит партизанскую борьбу против нового правительства национального единства.

### Вывод войск Джамахирии
6 января 1981 года в Триполи Каддафи и Гукуни опубликовали совместное коммюнике, в котором говорилось, что Джамахирия и Чад решили «работать над достижением полного единства между двумя странами». План слияния вызвал резкую негативную реакцию в Африке и был немедленно осуждён Францией, которая 11 января предложила усилить свои гарнизоны в дружественных африканских государствах, а 15 января привела свой средиземноморский флот в боевую готовность. Джамахирия в ответ пригрозила ввести нефтяное эмбарго, в то время как Франция пригрозила отреагировать, если Джамахирия нападёт на другую приграничную страну. Против соглашения также выступили все министры правительства национального единства, присутствовавшие вместе с Гукуни в Триполи, за исключением Атила.
Большинство наблюдателей полагают, что причины, побудившие Гукуни согласиться с соглашением, можно искать в сочетании угроз, сильного давления и финансовой помощи, обещанной Каддафи. Незадолго до своего визита в джамахирийскую столицу Гукуни отправил двух своих командиров в Джамахирию для консультаций; в Триполи Гукуни узнал от Каддафи, что они были убиты «ливийскими диссидентами», и что, если Гукуни не хочет рисковать потерять расположение Джамахирии и власть, ему следует согласиться с планом вхождения в состав Джамахирии.
Уровень противостояния заставил Каддафи и Гукуни преуменьшить важность коммюнике, говоря о союзе народов, а не государств, и о «первом шаге» к более тесному сотрудничеству. Но ущерб уже нанесён, и совместное коммюнике сильно подорвало престиж Гукуни как националиста и государственного деятеля.
В ответ на растущее международное давление Гукуни заявил, что джамахирийские войска находятся в Чаде по просьбе правительства и что международные посредники должны согласиться с решением законного правительства Чада. На встрече, состоявшейся в мае, Гукуни стал более сговорчивым, заявив, что, хотя вывод джамахирийских войск не является приоритетом, он примет решение. В то время Гукуни не мог отказаться от военной поддержки Джамахирии, необходимой для борьбы с силами Хабре, которого поддерживали Египет и Судан и финансировался через Египет ЦРУ США.
Отношения между Гукуни и Каддафи начали ухудшаться. Джамахирийские войска были размещены в различных точках северного и центрального Чада, численность которых к январю и февралю 1981 года достигла примерно 14 000 военнослужащих. Эти силы вызвали значительное раздражение в правительстве Чада, поддержав группировку Атила в её спорах с другими ополченцами, включая произошедшие в конце апреля столкновения с силами Гукуни. Были также попытки со стороны Джамахирии арабизировать местное население, что заставило многих прийти к выводу, что объединение Джамахирии означает арабизацию и навязывание джамахирийской политической культуры, в частности установления государственной идеологии в виде Зелёной книги.
На фоне октябрьских столкновений между исламскими легионерами Каддафи и войсками Гукуни и слухов о том, что Атил планирует государственный переворот с целью захвата власти, Гукуни 29 октября 1981 года потребовал полного и безоговорочного вывода джамахирийских войск с территории Чада, который, начиная со столицы, должен был быть полностью завершён к 31 декабря. Джамахирийцы должны были быть заменены межафриканскими силами. Каддафи был вынужден выполнить эти требования, и к 16 ноября все джамахирийские силы покинули Чад, передислоцировавшись в полосу Аузу.
Быстрое отступление Джамахирии застало врасплох многих наблюдателей. Одна из причин заключалась в желании Каддафи провести ежегодную конференцию ОАЕ в 1982 году и стать президентом организации. Другой причиной была сложная ситуация с Джамахирией в Чаде, где без определённого общественного и международного признания джамахирийского присутствия было бы трудно пойти на конкретный риск развязывания войны с Египтом и Суданом при поддержке США. Каддафи не отказался от целей, которые он поставил перед Чадом, но ему пришлось найти нового лидера Чада, поскольку Гукуни показал себя ненадёжным.

### Хабре захватывает Нджамену
Первыми в Чад прибыли заирские десантники; за ними последовали силы Нигерии и Сенегала, в результате чего численность ВС достигла 3275 человек. Ещё до того, как силы по поддержанию мира были полностью развернуты, Хабре уже воспользовался выводом войск Джамахирией и предпринял массированные вторжения в восточную часть Чада, включая важный город Абеше, который пал 19 ноября. Следующим пал Ум-Хаджер в начале января 1982 года, всего в 160 километрах от Ати, последнего крупного города перед столицей. Правительство национального единства было спасено межафриканскими силами, единственной военной силой, противостоявшей Хабре, которая помешала ему захватить Ати.
В свете нападений Хабре, межафриканские силы потребовали, чтобы правительство национального единства начало переговоры о примирении с Хабре, на что Гукуни гневно ответил отказом; позже он заявил:
Межафриканские силы обманули нас. Наша безопасность была полностью обеспечена ливийскими войсками. Межафриканские силы оказали на нас давление, чтобы мы выслали ливийцев. Теперь, когда они ушли, межафриканские силы покинули нас, навязав нам урегулирование путём переговоров с Хиссейн Хабре.
В мае 1982 года армия севера начала последнее наступление, беспрепятственно пройдя мимо межафриканских сил в Ати и Монго. Гукуни, всё больше возмущавшийся отказом межафриканских сил сражаться с Хабре, предпринял попытку восстановить свои отношения с Джамахирией и 23 мая прибыл в Триполи. Однако Каддафи, помня свой прошлогодний опыт, провозгласил нейтралитет Джамахирии в гражданской войне.
Силы правительства национального единства в последний раз оборонялись в Массагете, расположенном в 80 километрах к северу от столицы, но были разгромлены армией севера 5 июня 1982 года после упорного сражения. Два дня спустя Хабре беспрепятственно вошёл в Нджамену, что сделало его фактическим правителем Чада, в то время как Гукуни бежал из страны, ища убежища в Камеруне.
Заняв столицу, Хабре укрепил свою власть, заняв остальную часть страны. Всего за шесть недель он завоевал южный Чад, уничтожив правительственную армию, ополчение Камуги; надежды Камуги на помощь Джамахирии не оправдались. Остальная часть страны была им завоёвана, за исключением Тибести.

### Контратака правительства
Поскольку Каддафи в течение нескольких месяцев, предшествовавших падению Нджамены, держался в основном в стороне, Хабре надеялся достичь взаимопонимания с Джамахирией, возможно, через соглашение с Атилом, который, по-видимому, был готов к диалогу. Но Атил умер 19 июля 1982 года, его сменил Ашейх ибн Умар, и стремление Хабре объединить страну сподвигло его захватить владения конкурентов.
Таким образом, именно при поддержке Джамахирии Гукуни в октябре вновь собрал Правительство национального единства в городе Бардаи провозгласив его законным органом власти в соответствии с условиями Лагосского соглашения. В предстоящей битве Гукуни мог рассчитывать на 3000–4000 человек, взятых из нескольких группировок, которые позже были объединены в Национально–освободительную армию (НОА) под командованием южанина Негу Джого.
Прежде чем Каддафи смог в полной мере поддержать Гукуни, Хабре предпринял решительную атаку, но был отбит как в декабре 1982, так и в январе 1983 года. В последующие месяцы столкновения на севере усилились, в то время как переговоры, включая мартовские визиты между Триполи и Нджаменой, были прерваны. 17 марта Хабре вынес конфликт на рассмотрение ООН, попросив созвать срочное заседание Совета Безопасности ООН для рассмотрения «агрессии Ливии и оккупации территории Чада».

## Последствия
Несмотря на многочисленные нарушения режима прекращения огня, эти инциденты были относительно незначительными. Правительства двух стран немедленно начали сложные дипломатические манёвры направленные на то, чтобы привлечь мировое общественное мнение на свою сторону на случай, если, как многие ожидали, конфликт возобновится. Однако обе стороны также проявили осторожность и оставляли возможность для мирного урегулирования. Франция и большинство африканских государств продвигали вариант мирного плана, в то время как администрация Рейгана рассматривала возобновление конфликта как наилучший шанс свергнуть Каддафи.
Отношения между двумя странами постепенно улучшались, и Каддафи давал понять, что хочет нормализовать отношения с правительством Чада, вплоть до признания того, что война была ошибкой. В мае 1988 года джамахирийский лидер заявил, что признает Хабре законным президентом Чада «в качестве подарка Африке», что привело 3 октября 1988 года к возобновлению полноценных дипломатических отношений между двумя странами. В следующем году, 31 августа 1989 года, представители Чада и Джамахирии встретились в Алжире для переговоров по соглашению о мирном урегулировании территориального спора, в соответствии с которым Каддафи согласился обсудить с Хабре вопрос о полосе Аузу и передать этот вопрос в Международный суд для вынесения обязательного решения, если двусторонние переговоры не увенчаются успехом. После года безрезультатных переговоров в сентябре 1990 года стороны передали спор в Международный суд.
Отношения между Чадом и Джамахирией ещё больше улучшились, когда 2 декабря 1989 года поддерживаемый Джамахирией Идрис Деби сместил Хабре. Каддафи был первым главой государства, признавшим новое правительство, и он также подписал договоры о дружбе и сотрудничестве на различных уровнях. Однако в отношении полосы Аузу Деби следовал примеру своего предшественника, заявив, что в случае необходимости он будет бороться за то, чтобы эта территория не попала в руки Джамахирии.
Спор вокруг полосы Аузу был окончательно урегулирован 3 февраля 1994 года, когда судьи Международного суда большинством в 16 голосов против 1 постановили, что полоса Аузу принадлежит Чаду. Решение суда было приведено в исполнение без промедления, и уже 4 апреля обе стороны подписали соглашение о практических мерах по выполнению решения. Под наблюдением международных наблюдателей вывод джамахирийских войск из полосы начался 15 апреля и был завершён к 10 мая. Официальная и окончательная передача полосы Чаду состоялась 30 мая, когда стороны подписали совместную декларацию, в которой говорилось, что вывод джмахирийских войск был осуществлён.